# Koncept (arkiv)
Koncept är kopior på utgående handlingar som arkivbildaren sparar.
Koncept finner man i handskrivna koncept, brev- och kopieböcker, olika kopior av skrivelser och rapporter som sparas hos avsändaren. Utkast och kladdar räknas också till kategorin. I det allmänna arkivschemat förvaras dessa under en särskild ordningsmässig huvudavdelning.
Inom förvaltningen betyder koncept oftast kladd och utkast. Inom arkivvetenskap signerade och godkända exemplar av utgående skrivelser som arkivbildaren behåller för att ha uppsikt över vad som skickats ut.